# Avenida 19 de Abril

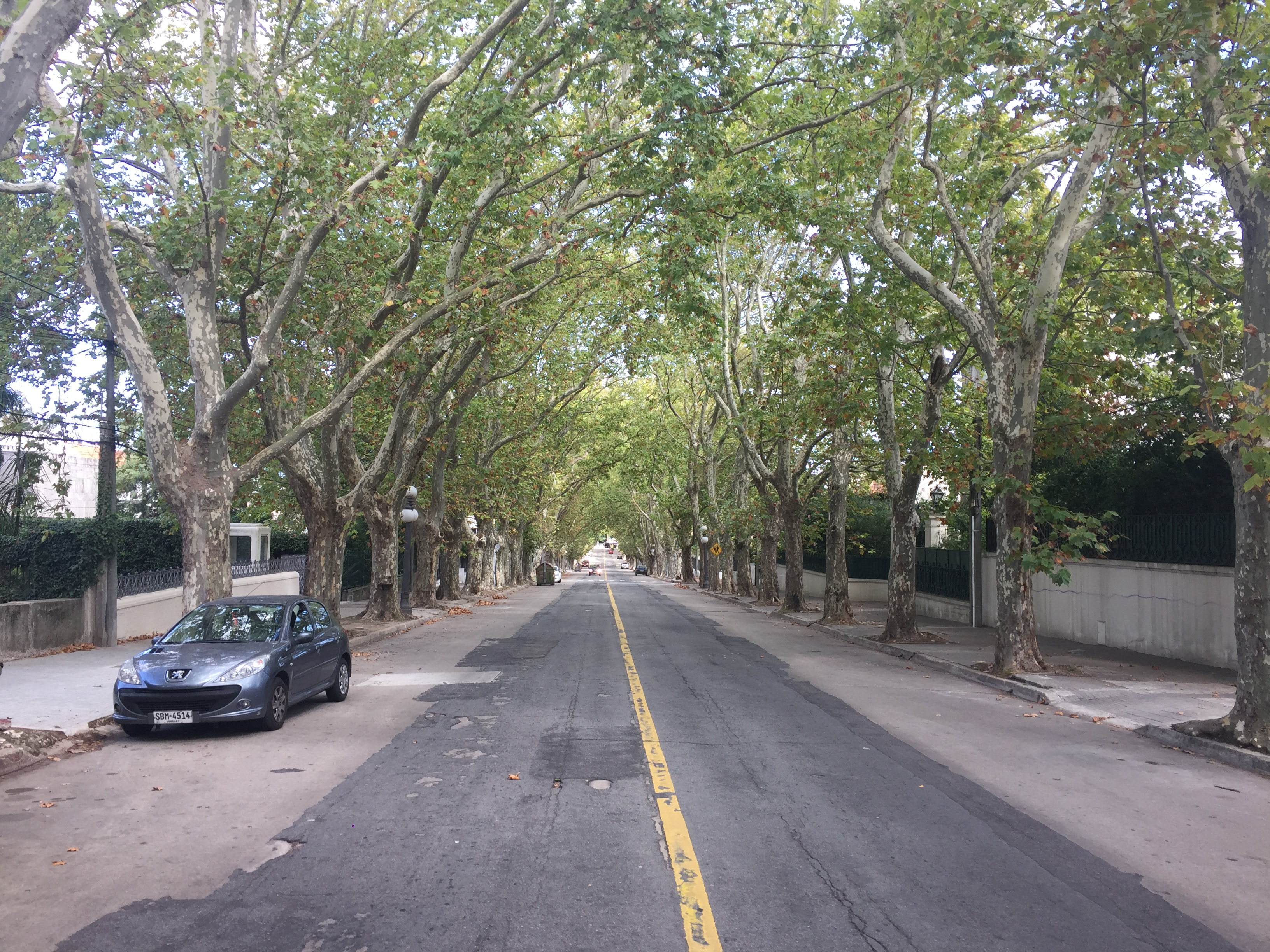
Avenida 19 de abril próximo a la esquina con Avenida Agraciada. Barrio Prado en el año 2017.

Avenida 19 de Abril es una avenida que transcurre únicamente en el barrio Prado de la ciudad de Montevideo. Está enclavada en una zona muy arbolada que a su vez contiene un gran parque como el Prado. Sirve de comunicación entre Millán y Agraciada. En una parte de su recorrido bordea el parque Prado. Se encuentra dentro del Municipio C. Lleva el nombre de 19 de abril ya que en esa fecha los 33 Orientales desembarcaron en la Playa de la Agraciada.
Sobre esta calle, en el número 1181, se encuentra el primer y único jardín botánico del Uruguay. Se llama "Museo Jardín Botánico Prof. Atilio Lombardo"